# Simocybe phlebophora
Simocybe phlebophora är en svampart som beskrevs av E. Horak 1980. Simocybe phlebophora ingår i släktet Simocybe och familjen Inocybaceae.   Inga underarter finns listade i Catalogue of Life.